# کوجی واکاماتسو
کوجی واکاماتسو (به ژاپنی: 若松孝二، Kōji Wakamatsu)؛ ۱ آوریل ۱۹۳۶ – ۱۷ اکتبر ۲۰۱۲) کارگردان، فیلم‌نامه‌نویس و تهیه‌کننده اهل ژاپن بود که بین سال‌های ۱۹۶۳ تا ۲۰۱۲ میلادی فعالیت می‌کرد.
فیلم او، کرم پیله‌ساز (۲۰۱۰) نامزد دریافت خرس طلایی در شصتمین جشنواره فیلم برلین شده بود.